# دائرة الهاشمية
دائرة الهاشمية هي إحدى دوائر ولاية البويرة الجزائرية ومقرها الهاشمية، وتضم البلديات التالية:
- الهاشمية
- وادي البردي

## نشأة بلدية الهاشمية
كانت بلدية الهاشمية تابعة إقليميا لبلدية عين بسام ، تم إنشاؤها في 1957 سميت بالبراكة وفي 1963 سميت بالهاشمية نسبة إلى الشهيد سي الهاشمي الذي استشهد في المنطقة  وبقيت بلدية الهاشمية تابعة إقليميا إلى بلدية عين بسام حتى التقسيم الإداري وفي 1975 أصبحت الهاشمية بلدية من بلديات ولاية البويرة ، وفي 1984 تقلصت مساحتها فأصبحت 250 كلم2 وهذا لظهور بلديات جديدة مجاورة لها ، وفي 1990 أصبحت مقر دائرة. يقدر عدد سكانها حاليا ب 17500 وتعتبر من البلديات الثورية حيث جرت عدة معارك أثناء الثورة التحريرية ، سقط بها العديد من الشهداء.
و من خصائصها أنها بلدية ذات طابع فلاحي وهذا راجع إلى خصوبة تربتها واستواء مناخها وبها أيضا مرفق سياحي هام وهو محطة حمام أكسانة المعدني الذي يستقطب العديد من الزوار من مختلف المناطق.

## مواضيع ذات صلة
- دوائر ولاية البويرة
- بلديات ولاية البويرة